# Lo sabe, no lo sabe (Argentina)
Lo sabe, no lo sabe fue un programa de televisión de entretenimiento argentino con formato de concurso, producido por Eyeworks-Cuatro Cabezas y emitido por América TV, de lunes a viernes a las 20:30 (UTC -3). Su primera emisión fue como un segmento del programa Antes que sea tarde, el 1° de octubre de 2012, siendo presentado diariamente por Guillermo López.

## Historia
A finales de septiembre de 2012, Eyeworks-Cuatro Cabezas compró el formato del programa Smart Face a la productora de contenidos audiovisuales israelí Dori Media Group para Argentina y Chile. El formato fue adaptado por Eyeworks para Argentina con algunos cambios al programa original, aunque teniendo el mismo nombre que en España (Lo sabe, no lo sabe).
Comenzó a emitirse el 1 de octubre de 2012 como un segmento del programa de entretenimientos de Guillermo López, Antes que sea tarde. A partir del 1 de enero de 2013 dicho segmento reemplazó a su programa contenedor, emitiéndose en el mismo horario, aunque López fue reemplazado en la presentación por Gonzalo Rodríguez durante la temporada de verano estival. El juego se desarrollaba entonces en los barrios de Buenos Aires y en ciudades de la costa atlántica argentina. Desde marzo de 2013 el programa volvió a ser presentado por Guillermo López acompañado por la muy sensual Sofía "Jujuy" Jimenez como coconductora y una de las razones por la que muchos hombres ven el programa.
El 18 de julio de 2014 el Canal anunció el regreso de Zapping a la televisión por su pantalla, semanas después, fue el mismo conductor Guillermo López, quien mediante su cuenta personal en la red social Twitter confirmó la finalización del ciclo, además agregó que la nueva temporada de Zapping ocuparía su horario y que le fue propuesto formar parte del nuevo ciclo como coconductor junto a Viviana Canosa en su regreso a la televisión (recordemos que López, fue anteriormente el conductor original de Zapping) a lo cual él se negó.

## Formato y mecánica del juego
Smart Face es un programa de televisión ideado por Oded Menashe junto a la productora española Mandarina. El juego consiste en que el presentador elige a un transeúnte de forma aleatoria para participar. A su vez, se le realizan preguntas de cultura general, pero el participante no las puede responder, sino que debe elegir a otro transeúnte para que la responda. De forma predeterminada, hay preguntas en las que el participante debe elegir a personas que respondan mal a las consignas, como también debe elegir a personas que respondan bien; de ahí el nombre del programa, «lo sabe, no lo sabe». Si la persona elegida contesta la consigna tal como se la requieren, el participante continúa a nueva ronda, de no ser así, deberá hacer un llamado telefónico.